# محمد علي شاهين
محمد علي شاهين هو محامي وسياسي تركي، ولد في 16 سبتمبر 1950 في أواجق ‏ في تركيا. نشط حزبياً في حزب الرفاه. وقد انتخب عضو في البرلمان التركي.